# Friederike Lohrer
Friederike Lohrer (* 9. Juni 1982 in Kassel) ist eine deutsche Schauspielerin.

## Leben
Sie absolvierte von 2002 bis 2005 eine Schauspielausbildung an der Internationalen Schule für Schauspiel und Acting in München, welche sie mit Auszeichnung abschloss. 2005 erhielt sie den Förderpreis für Darstellende Kunst des Bezirks Oberbayern (Lore-Bronner-Preis).
Zwischen 2003 und 2006 arbeitete sie in verschiedenen Bereichen, da sie zum einen in diversen Theater-Aufführungen zu sehen war, verschiedene Rollen in TV-Produktionen spielte, aber auch vereinzelt als Synchronsprecherin bzw. Off-Sprecherin tätig war, bevor sie anschließend 3 Jahre lang bis zum 3. Februar 2009 in der Fernsehserie Lenßen & Partner die Sekretärin bzw. zeitweise Privatdetektivin Julia Brahms verkörperte. 2008 hatte sie eine Rolle im ZDF-Fernsehfilm der Woche „Herzensbrecher / Ach Glück“. Im Jahr 2009 nahm sie an der RTL-Castingshow Mission Hollywood teil, stieg aber in der sechsten Folge freiwillig aus, weil sie keine Sex-Szene nachspielen wollte.

## Filmografie (Auswahl)
- 2000: times, Soap
- 2001: Die Kollekte
- 2004: My Lovestory
- 2006–2009: Lenßen & Partner
- 2008: Herzensbrecher / Ach Glück
- 2009: Doctor’s Diary
- 2009: Mission Hollywood
- 2010: Lüg weiter, Liebling